# Bichroma tenebrosa
Bichroma tenebrosa är en fjärilsart som beskrevs av Kitt. Bichroma tenebrosa ingår i släktet Bichroma och familjen mätare. Inga underarter finns listade i Catalogue of Life.